# أوه نا را
أوه نا را (بالكورية: 오나라) هي ممثلة كورية جنوبية. ولدت يوم 26 أكتوبر 1974 في سول في كوريا الجنوبية.

## روابط خارجية
- أوه نا را على موقع IMDb (الإنجليزية)
- أوه نا را على موقع قاعدة بيانات الفيلم (الإنجليزية)